# Herbert Loch
Herbert Loch (ur. 5 sierpnia 1886 w Idar-Oberstein, zm. 28 października 1976 w Landau in der Pfalz) – niemiecki dowódca wojskowy z czasów II wojny światowej w stopniu generała artylerii. Odznaczony m.in. Krzyżem Rycerskim i Krzyżem Żelaznym.
Herbert jako oficer walczył podczas I wojny światowej. Karierę wojskową kontynuował w Reichswehrze. Podczas II wojny światowej był dowódcą  17 Dywizji Piechoty i 18 Armii.
W 1945 roku został wzięty do niewoli, z której został zwolniony w 1948 roku.

## Kariera wojskowa
- Fähnrich (27 października 1905)[2]
- Leutnant (8 marca 1907)[2]
- Oberleutnant (7 stycznia 1914)[2]
- Hauptmann (17 czerwca 1916)[2]
- Major (1 lutego 1928)[2]
- Oberstleutnant (1 października 1932)[2]
- Oberst (1 października 1934)[2]
- Generalmajor (1 marca 1938)[2]
- Generalleutnant (1 marca 1940)[2]
- General der Artillerie (1 października 1941)[2]

## Odznaczenia
- Krzyż Żelazny
  - II klasy
  - I klasy
- Medal za Kampanię Zimową na Wschodzie 1941/1942
- Złoty Krzyż Niemiecki
- Krzyż Rycerski